# 颜师伯
顏師伯（419年—465年），字長淵，琅邪臨沂人。東揚州刺史顏竣族兄。顏師伯受宋孝武帝重用，在宋官至尚書僕射，並是孝武帝遺命的五位顧命大臣之一。顏師伯後因與劉義恭、柳元景等謀廢前廢帝而被其誅殺。

## 生平
顏師伯父親顏邵在元嘉三年（426年）宋文帝討伐荊州刺史謝晦時自殺。師伯年幼喪父，家亦貧寒，但他涉獵書傳，亦對聲樂頗為熟識。後雍州刺史劉道產以師伯為其輔國行參軍。臧質出任徐兗二州刺史時，引師伯為其主簿。元嘉二十二年（445年），衡陽王劉義季任徐州刺史，臧質亦向義季推薦師伯，義季亦以師伯為征西行參軍。後劉義賓及劉駿先後任徐州刺史，皆以師伯為他們行參軍。任劉駿安北行參軍時，安北諮議參軍王彧喜歡師伯的詼諧機敏，就將他推薦給劉駿，終轉任徐州主簿，並因其善於附會，獲劉駿所重用。元嘉二十八年（451年），劉駿轉任南兗州刺史，師伯隨其遷轉。但當同年劉駿轉任南中郎將、江州刺史時，劉駿請宋文帝以師伯為南中郎府主簿時卻為文帝拒絕，劉駿遂改請求長流正佐，但文帝說朝廷不會除授，請劉駿自板授，惟仍拒絕讓師伯為長流。劉駿只好板授師伯參軍事，署刑獄事。元嘉三十年（453年），太子劉劭弒父篡位，劉駿起兵討伐，轉師伯為主簿。
劉駿擊敗劉劭，即位為帝，即宋孝武帝，以師伯為黃門侍郎，後任隨王劉誕的驃騎長史南郡太守；隨轉驃騎大將軍長史、南濮陽太守，又轉御史中丞。孝建元年（454年），南郡王劉義宣與雍州刺史臧質起兵，孝武帝以師伯為寧遠軍、東陽太守，領兵置佐，負責守備東道軍事。同年義宣等敗，師伯復任黃門侍郎，領步兵校尉，後改領前軍將軍，先後轉任御史中丞及侍中。大明元年（457年），孝武帝追論昔日功勳，封師伯為平都縣子，食邑五百戶。遷右衞將軍，因母喪離職。
大明二年（458年），朝廷以師伯為持節督青冀二州徐州之東安東莞兗州之濟北三郡諸軍事、輔國將軍、青冀二州刺史。上任當年，師伯就遇上北魏入侵，積射將軍殷孝祖在清水東築二城，魏將封敕文進攻清口，清口戍主傅乾愛率領員外將軍周盤龍等大敗對方，孝武帝派虎賁主龐孟虯救清口，與殷孝祖皆由師伯節度。師伯遂派中兵參軍苟思達與孟虯合力攻沙溝，大敗魏軍；後魏攻率兵圍清口，孝武帝又派卜天生助師伯，屢敗魏軍，追至清口，最終逼令魏軍撤圍退走。師伯戰後獲進征虜將軍。
大明三年（459年），竟陵王劉誕於廣陵起兵反抗孝武帝，師伯派長史稽玄敬率五千人助討劉誕。大明四年（460年），徵師伯入朝為侍中，領右軍將軍，孝武帝對師伯的親近和寵信冠絕群臣。後轉吏部尚書，仍領右軍將軍，孝武帝一向不欲授權柄給他人，故庶務亦親身處理，一眾領選官員只是奉行文書，並無決斷之權；然而孝武帝卻讓師伯在吏部尚書內專斷事情，上奏的都獲准。後轉侍中，領右衞將軍。大明七年（463年），師伯補尚書右僕射，當時師伯兒子舉與其交好的張奇任公車令，孝武帝認為張奇資品不足當公車令，轉其兼市買丞，而以蔡道惠任公車令，但令史潘道栖等人違反敕命而自行讓張奇任公車令，眾人最終遭到懲治甚至誅殺，師伯亦因讓兒子領職而被免官。不久，師伯領太子中庶子，但孝武帝對他仍舊信任。
大明八年（464年），孝武帝死，遺詔命師伯輔政，委以尚書中事，與太宰劉義恭、柳元景、沈慶之及王玄謨同受顧命。前廢帝即位後以師伯為尚書右僕射，領衞尉。不久轉尚書僕射，領丹陽尹。不過廢帝即位之初尚未親政，師伯與劉義恭等雖為顧命大臣，但懼於向來掌權的孝武帝寵臣戴法興，師伯雖有僕射之名，實際還要看法興等意思。永光元年（465年）八月，前廢帝欲親政，殺法興，但同時調師伯為左僕射，加散騎常侍，奪丹陽尹職，以王彧為右僕射分尚書權，這令師伯感到恐懼。其時前廢帝凶殘行為漸現，師伯就與劉義恭、柳元景等人密謀廢帝，日夜討論卻不能快快決定，卻為沈慶之所告發，終被前廢帝誅殺，享年四十七歲。
宋明帝即位後，追諡師伯為荒子，將其爵位傳給侄兒顏幹。

## 性格特徵
師伯在大明年間久居高位，備受寵信，因著其權勢就令每天都有很多人去拜訪他，這些人甚至爵位都比師伯高。師伯又多受賄賂，故令家產十分豐厚，第宅和園池都是當時最優的，其奢侈放縱的行徑亦令士族中人所憎恨。其瀆貨之跡亦讓明帝議其贈諡時加以貶摘，只恢復了爵位，並沒贈官，亦賜下諡。

## 家庭

### 弟
- 顏師仲，中書郎，晉陵太守。
- 顏師叔，司徒主簿，南康相。

### 子嗣
顏師伯有六子，在師伯被殺時年紀皆幼，全遭前廢帝殺害。
- 顏幹，師仲子，明帝以他繼嗣師伯。

## 延伸阅读
[在维基数据编辑]
 《宋書/卷77》，出自沈约《宋书》